# Verdun (porte-avions)
Pour les articles homonymes, voir Verdun (homonymie).
Le Verdun (sigle PA 58 puis PA 59) est un projet de porte-avions développé pour la Marine nationale et les Forces aériennes stratégiques françaises à la fin des années 1950, en complément du Clemenceau et du Foch, et qui est annulé en 1961.

## Histoire

### De six à trois porte-avions (1949-1953)
Le projet de statut naval établi par l’État-major général en 1949 demande quatre porte-avions de 20 000 tonnes pour en avoir deux disponibles en permanence. Dans sa séance du 22 août 1949, le Conseil supérieur de la Marine est encore plus ambitieux : discutant le projet de statut naval, il demande six porte-avions d’escadre. Le 15 juillet 1952, il en réclame encore cinq dont deux pour l’Union française — non mis à la disposition de l’OTAN. D’après le MRC 12, document final de la conférence de Lisbonne de 1952, la France devrait mettre à la disposition de l’OTAN un porte-avions au jour J, deux à J+30, trois à J+180. Mais, dès 1953, la Marine nationale doit définitivement admettre qu’elle devra se contenter de trois porte-avions. Le PA 54 Clemenceau, inscrit au budget de 1953, est mis sur cale en novembre 1955 ; le PA 55 Foch, inscrit au budget de 1955, est mis sur cale en février 1957. Le troisième de la série, provisoirement dénommé PA 58 (le nom de Verdun a été proposé) et destiné à remplacer l’Arromanches dont le désarmement est prévu en 1962, doit être inscrit au budget de 1958, mais il est supprimé à la dernière minute pour raisons budgétaires, si bien que la tranche de 1958 se retrouve pratiquement réduite à rien. La Marine essaie de relancer le projet l’année suivante avec le PA 59, qui devrait être un Clemenceau amélioré ou un porte-avions plus grand, de 35 000 tonnes lège, capable de mettre en œuvre des bombardiers stratégiques constituant « la puissance de frappe résiduelle de la France ».

### L'embarquement de la bombe A (1956-1957)
Selon le rapport au Conseil supérieur de la Marine du 30 mai 1957, le problème de l’embarquement d’armes atomiques à bord du porte-avions (la « muratisation », notamment) est posé dès la conception du Clemenceau. L’objectif d’embarquement d’avions de 20 tonnes répond au souci de disposer d’appareils au rayon d’action suffisant. Le Conseil supérieur, dans sa séance du 30 juillet 1957, en délibère longuement il est prévu que la bombe A sera disponible en 1965, la bombe H en 1970. L’amiral Pierre Barjot pose déjà la question de bombes atomiques tactiques. À l’avènement de la Ve République, déjà apparaissait la traditionnelle rivalité interarmées : en octobre 1956, une directive ministérielle définit le triptyque : frappe atomique – défense - intervention, en réservant la première mission à la seule Armée de l’air. La Marine réagit et sept mois plus tard, une directive complémentaire lui reconnaît une place.

### Vers l'abandon (1958-1960)
Le Conseil supérieur de la Marine délibère enfin du sort du Verdun dans sa séance du 6 mai 1958. Le secrétaire d’état à la Marine Alain Poher impose la solution d'une variante extrapolée du Clemenceau, pour des raisons budgétaires (35 milliards de francs au lieu de 45 à 47 pour le Verdun). Cette variante est désignée PA59. Mais la priorité donnée par la Ve République à la force de frappe enterre définitivement le projet. La Marine conserve pendant quelque temps encore l’espoir de le faire reprendre : elle envisage, dans le cadre de la loi de programme 1960-1964, une mise sur cale en 1962, avec admission au service actif en 1967. Le projet est finalement abandonné en 1961 au profit de SNLE supplémentaires.

## Caractéristiques

### Le navire
Le bâtiment devant être apte à mettre en œuvre un bombardier, son déplacement est de 35 000 tW — contre 27 000 tW pour le Clemenceau et le Foch — et 45 000 tonnes à pleine charge. Deux bâtiments seulement paraissant à l'époque insuffisant pour l'assurer, le porte-avions PA 58 doit permettre la permanence à la mer d'une force aéronavale.
Lors de la mise à flot du Clemenceau, le 21 décembre 1957, le ministre de la défense confirme donc la nécessité d'un troisième bâtiment de cette catégorie. Le navire est inscrit à la tranche navale de 1958. Le délégué ministériel à l'armement tient des propos analogues lors de la mise à l'eau du Foch, le 28 juillet 1960. L'espoir de réaliser ce bâtiment semble avoir perduré dans la marine jusqu'en 1961.
Il s'agit d'un porte-avions — destiné, entre autres, à la dissuasion nucléaire — avec un pont d'envol « travaillant », à l'instar de la solution architecturale traditionnelle britannique — et différente de celle en vogue dans l'US Navy pour sa classe Essex, dont le pont d'envol est "posé" sur la "poutre-navire" —. Symétrique par rapport à l'axe du navire (alors que ceux des Joffre et Painlevé étaient déportés, tout comme celui de la classe Clemenceau) le hangar mesure 200 mètres de longueur. La longueur du pont d'envol passe à plus de 286 mètres, avec une piste oblique de 192 mètres de longueur, inclinée à 8°. Les deux ascenseurs, de 17 mètres sur 14, sont latéraux (à tribord), en avant et en arrière de l'îlot. Il y a quatre brins d'arrêts. Il était question de deux catapultes de 75 mètres, voire 100 mètres pour la catapulte axiale. La disposition générale est similaire à celle de la classe Clemenceau.
L'appareil propulsif consiste en quatre groupes de turbines à vapeur agissant sur quatre lignes d'arbre, avec une puissance totale de 200 000 ch, permettant de soutenir (au déplacement d'essai, de 42 000 tonnes) une vitesse de 34 nœuds, tandis qu'une vitesse de 35 nœuds était susceptible d'être atteinte aux essais de puissance (« à feux poussés »). La disposition de la protection est comparable à celle du Foch et du Clemenceau, mais elle est renforcée pour le caisson et le pont d'envol, tous deux blindés.

### Armement
L'armement aurait consisté en 8 tourelles de 100 mm (les mêmes que celles du Clemenceau) et deux systèmes surface-air Masurca.
L'autoprotection du PA 58 doit être assurée par quatre groupements indépendants. Ceux-ci auraient été dotés — à ce moment-là du projet — d'une combinaison de pièces antiaériennes de 100 mm et de systèmes Masurca. En matière de senseur anti-sous-marin, un sonar remorqué (à basses fréquences — BF) devait même être installé.
Des variantes de disposition de l'armement sont étudiées (sans que la date en soit précisée) avec de chaque bord :
- variante 1 : une rampe (double) Masurca à l'avant et trois tourelles de 100 mm à l'arrière ;
- variante 2 : une rampe (double) Masurca avec deux tourelles de 100 mm à l'avant et trois tourelles de 100 à l'arrière ;
- variante 3 : deux tourelles de 100 mm à l'avant, une rampe (double) Masurca et deux tourelles de 100 mm à l'arrière.

À la suite des diverses demandes de l'état-major de la Marine sur l'ensemble du projet PA 58, le Service technique répond le 25 juin 1957 avec l'envoi au Chef d'état-major de la marine d'une série de caractéristiques. Les plans sont signés de l'ingénieur général du Génie maritime Amiot, chef du groupe Constructions navales du Service Technique des Constructions et Armes navales. Dans le projet retenu depuis cette date, l'autoprotection consistait en huit canons de 100 mm et deux plateformes lance-engins (30 engins par rampe) — proche de la variante 3, ci-dessus — . La nécessité d'une arme anti-sous-marine cohérente en portée avec celle du système sonar BF conduit à envisager l'installation de rampes pour engins Latécoère porteurs d'une torpille L4 — le futur Malafon — avec six engins en soute.
Cet avant-projet est approuvé par le ministre lors du Conseil supérieur de la Marine du 30 juillet 1957, mais l'armement doit être revu.
Le 7 octobre 1957, une solution d'amélioration de l'armement comporte dix canons de 100 mm, deux rampes Masurca et deux rampes Malafon. Les deux encorbellements de l'arrière portent chacun trois canons de 100 mm et un télépointeur, et ceux de l'avant deux canons de 100 mm et une rampe Masurca — disposition proche de celle de la variante 2, ci-dessus —. Les deux rampes Malafon sont posées sur des encorbellements de la plage arrière. Une variante avec douze canons de 100 mm est repoussée, les Masurca (sur les encorbellements avant) devenant alors trop exposés à la mer.
Dans tous ces projets, il semble que l'armement d'autoprotection soit structuré autour de quatre groupements indépendants pour la défense aérienne, et d'un ou deux groupements de lutte anti-sous-marine.

### Aéronefs
À partir de 1957, la Marine envisage le groupe aérien embarqué du PA 59. Ainsi, il est envisagé un avion qui serait livré en deux versions : un chasseur tout temps et un bombardier (nucléaire), c'est le programme CB62. Le chasseur ne doit pas dépasser 15 tonnes de masse maximale au décollage afin d'opérer sur les Foch et Clemenceau. Le bombardier peut atteindre une masse de 20 tonnes, mais au début du projet du PA 59, il est question qu'il possède les mêmes catapultes à vapeur Mitchell-Brown de 50 m des Clemenceau. Il est alors question que le bombardier du programme CB 62 décolle à 15 tonnes et soit ravitaillé ou bien qu'il soit assisté par des fusées JATO. C'est l'avant-projet du 30 août 1957 du conseil supérieur de la Marine qui fige les caractéristiques du PA 59 avec ces catapultes de 75 ou 100 mètres :
- la Marine nationale française s'intéresse à une version embarquée du Mirage IV. La GAMD remet un avant-projet le 28 décembre 1956 suivi d'un projet en mars 1957 de Mirage IV-M monoplace, raccourci et avec ailes et dérive repliables. Ce projet est abandonné fin 1958, à la suite du lancement en 1955 de deux porte-avions légers de 22 000 tonnes, le Clemenceau (R98) et le Foch (R99) qui ne peuvent pas soutenir cet appareil de 16,5 t au catapultage ;
- selon Dassault Aviation, « le Jaguar M est abandonné suite aux limites opérationnelles de l’appareil sur porte-avions »[5] ;
- le projet concurrent du Mirage IV, le bombardier SNCASO SO 4060 Super Vautour, est également envisagé si celui-ci est retenu, le plan succinct d'ébauche du profil de cet avion est visible aux pages en référence[3] ;
- Dassault Étendard IV.